# Tovere (fiume)
Il Tovere è un torrente della provincia di Brescia lungo 10 km. Nasce dal Monte Ario e confluisce da sinistra nel torrente Nozza all'altezza del laghetto di Bongi, presso Olsenago, frazione di Mura, in Val Sabbia. I comuni attraversati sono Pertica Alta, Mura e Casto.